# Canton-des-Basques
Canton-des-Basques, ou Canton-des-Basque, aussi appelé Basque, est un village de la Péninsule acadienne, dans le comté de Gloucester, au nord-est de la province canadienne du Nouveau-Brunswick. Le village est une ancienne autorité taxatrice du DSL de la paroisse de Saumarez, fusionnée au Grand Tracadie-Sheila le 1er juillet 2014.

## Toponyme
Canton-des-Basques est probablement nommé ainsi en l'honneur d'Auguste Basque, son premier maître des postes en 1930. Basque est un nom fréquent dans la région. Le nom du village est aussi écrit sans « s », soit Canton-des-Basque.

## Géographie

### Géologie
Le sous-sol de Canton-des-Basques est composé principalement de roches sédimentaires du groupe de Pictou datant du Pennsylvanien (entre 300 et 311 millions d'années).

### Logement
L'ensemble de la paroisse de Saumarez comptait 2911 logements privés en 2006, dont 2615 occupés par des résidents habituels. Parmi ces logements, 86,0 % sont individuels, 6,9 % sont jumelés, 0,0 % sont en rangée, 1,0 % sont des appartements ou duplex et 1,7 % sont des immeubles de moins de cinq étages. Enfin, 4,0 % des logements entrent dans la catégorie autres, tels que les maisons-mobiles. 85,9 % des logements sont possédés alors que 14,1 % sont loués. 72,7 % ont été construits avant 1986 et 15,1 % ont besoin de réparations majeures. Les logements comptent en moyenne 6,2 pièces et 0,0 % des logements comptent plus d'une personne habitant par pièce. Les logements ont une valeur moyenne de 74 518 $, comparativement à 119 549 $ pour la province.

## Histoire
Canton-des-Basques est situé dans le territoire historique des Micmacs, plus précisément dans le district de Sigenigteoag, qui comprend l'actuel côte Est du Nouveau-Brunswick, jusqu'à la baie de Fundy.
En 1825, le territoire est touché par les Grands feux de la Miramichi, qui dévastent entre 10 000 km2 et 20 000 km2 dans le centre et le nord-est de la province et tuent en tout plus de 280 personnes,.
Canton-des-Basque a un bureau de poste entre 1928 et 1949.

## Démographie
Le village comptait 244 habitants en 2006, comparativement à 270 en 2001, soit une baisse de 9,6 %. Il y avait 98 logements individuels, dont 96 occupés par des résidents habituels.
Pour l'ensemble de la paroisse de Saumarez, l'âge médian est de 42,4 ans, comparativement à 41,5 pour la province. 85,5 % de la population est âgée de plus de 15 ans, comparativement à 83,8 % pour la province. Les femmes représentent 49,5 % de la population, comparativement à 51,3 % pour la province. Chez les plus de 15 ans, 39,7 % sont célibataires, 44,7 % sont mariés, 5,4 % sont séparés, 4,4 % sont divorcés et 5,9 % sont veufs,.
Les autochtones représentent 1,6 % de la population et 0,3 % des habitants font partie d'une minorité visible. Les immigrants représentent 0,4 % de la population, 99,9 % des habitants sont citoyens du Canada et 99,3 % sont issus de familles établies au Canada depuis 3 générations ou plus.
La langue maternelle est le français chez 97,0 % des habitants, l'anglais chez 2,1 %, les deux langues chez 0,4 % et 4,4 % sont allophones. 36,5 % de la population peut communiquer dans les deux langues officielles, 62,9 % sont unilingues francophones, 0,5 % sont unilingues anglophones et 0,1 % ne connaissent ni le français ni l'anglais. Le français est parlé à la maison par 96,8 % des gens, l'anglais par 1,8 %, les deux langues par 1,2 % et une langue non officielle par 0,2 %. Le français est la langue de travail de 91,5 % des employés, l'anglais de 6,0 % et 2,2 % des employés utilisent les deux langues.
51,7 % des habitants âgés de plus de 15 ans possèdent un certificat, diplôme ou grade post-secondaire, comparativement à 44,6 % pour la province.

## Administration

### Représentation
Nouveau-Brunswick: Canton-des-Basques fait partie de la circonscription de Tracadie-Sheila, qui est représentée à l'Assemblée législative du Nouveau-Brunswick par Claude Landry, du Parti progressiste-conservateur. Il fut élu en 2006 puis réélu en 2010.
 Canada: Canton-des-Basques fait partie de la circonscription fédérale d'Acadie-Bathurst. Cette circonscription est représentée à la Chambre des communes du Canada par Yvon Godin, du NPD. Il fut élu lors de l'élection de 1997 contre le député sortant Doug Young, en raison du mécontentement provoqué par une réforme du régime d’assurance-emploi.

## Infrastructures et services

### Éducation
Les élèves francophones bénéficient d'écoles à Tracadie-Sheila. La ville de Shippagan compte le CCNB-Péninsule acadienne et un campus de l'Université de Moncton.
Les anglophones bénéficient d'une école à Brantville accueillant les élèves de la maternelle à la huitième année. Ils doivent ensuite poursuivre leurs études à Miramichi. Les établissements d'enseignement supérieurs anglophones les plus proches sont à Fredericton ou Miramichi.
Il y a une bibliothèque publique à Tracadie-Sheila.

### Autres services publics
Existant depuis le 20 juillet 1995, la Commission de gestion des déchets solides de la Péninsule acadienne (COGEDES) a son siège-social à Caraquet. Les déchets sont transférés au centre de transbordement de Tracadie-Sheila et les matières non recyclables sont ensuite enfouies à Allardville.